# María Luisa Fernández
María Luisa Fernández Bascuñán -conocida también como María Luisa Fernández de García Huidobro o por su seudónimo literario Monna Lissa- (1870-1938) fue una escritora feminista, editora y poeta chilena.

## Primeros años de vida
Hija de Domingo Fernández Concha y de Amelia Bascuñán Valledor. Fue la madre del poeta Vicente Huidobro (1893-1948). Ella, cultivó la novela y poesía religiosa, además de editar y publicar revistas de carácter feminista, como la perteneciente a la Unión patriótica de mujeres de Chile —agrupación que ella misma organizó— y Aliada (1922).

## Vida artística
Se sabe que parte de su producción literaria se encuentra inédita o dispersa en diarios y revistas —como ocurre también con las de otras escritoras feministas como Luisa Lynch de Gormaz, Sara Hübner de Fresno  y las hermanas Ximena y Carmen Morla Lynch—. Su trabajo literario es considerado como parte de la vanguardia de principios del siglo XX que trató de masificar el pensamiento feminista y luchar por los derechos de las mujeres.
Para algunos autores, su trabajo se puede enmarcar dentro del denominado feminismo aristocrático, entre las que también se encuentran otras escritoras como Inés Echeverría Bello, María Mercedes Vial, Teresa Wilms Montt, las hermanas Morla Lynch y Mariana Cox Méndez.

## Obra
- Oraciones de mi madre para mis hijos (Santiago: Imprenta y encuadernación Chile, 1905).
- María del Carmen (novela, Santiago: Impr. Claret, 1930).
- Vida de la santísima Virgen María, madre de Dios (Santiago: Impr. Chile, 1935).